# Knefastia hilli
Knefastia hilli é uma espécie de gastrópode do gênero Knefastia, pertencente a família Pseudomelatomidae.